# Gonatacanthus pulcher
Gonatacanthus pulcher is een rechtvleugelig insect uit de familie sabelsprinkhanen (Tettigoniidae). De wetenschappelijke naam van deze soort is voor het eerst geldig gepubliceerd in 1900 door Bolívar.